# Borophaga tinctipennis
Borophaga tinctipennis är en tvåvingeart som beskrevs av Borgmeier 1963. Borophaga tinctipennis ingår i släktet Borophaga och familjen puckelflugor.
Artens utbredningsområde är Alaska. Inga underarter finns listade i Catalogue of Life.